# Пласка морська черепаха
Пласка морська черепаха (Natator depressus) — єдиний вид черепах роду Пласкоголова морська черепаха родини Морські черепахи. Інша назва «зелена австралійська морська черепаха». До 1908 року вважалася представником роду Зелена морська черепаха.

## Опис
Загальна довжина карапаксу коливається від 95 до 130 см, вага від 90 до 150 кг. Голова масивна, загострена, має майже трикутну форму. Карапакс кістяний, без гребенів, має овальну або круглу форму, дуже плаский. Звідси походить назва цієї черепахи. Краї карапаксу загортаються і покриті шкірою, не заходять один на одного вощеними щитками. Всього їх 4. Лапи мають на 1 кігтю.
Карапакс сіро-оливкового кольору з блідо-коричневими або жовтими підпалинами по краях. Лапи з одним кігтем кремово-білі. Щитки молодих черепах мають рідкісний темно-сірий сітчастий візерунок, а центр кожного щитка — оливкового кольору.

## Спосіб життя
Полюбляє прибережні води, може виходити у відкрите море. Воліє каламутні води, бухти, прибережні коралові рифи, трав'янисті обмілини. Здатні мігрувати на відстань до 1000 км. Харчується молюсками, медузами, креветками, інші безхребетними тваринами, морськими водоростями.

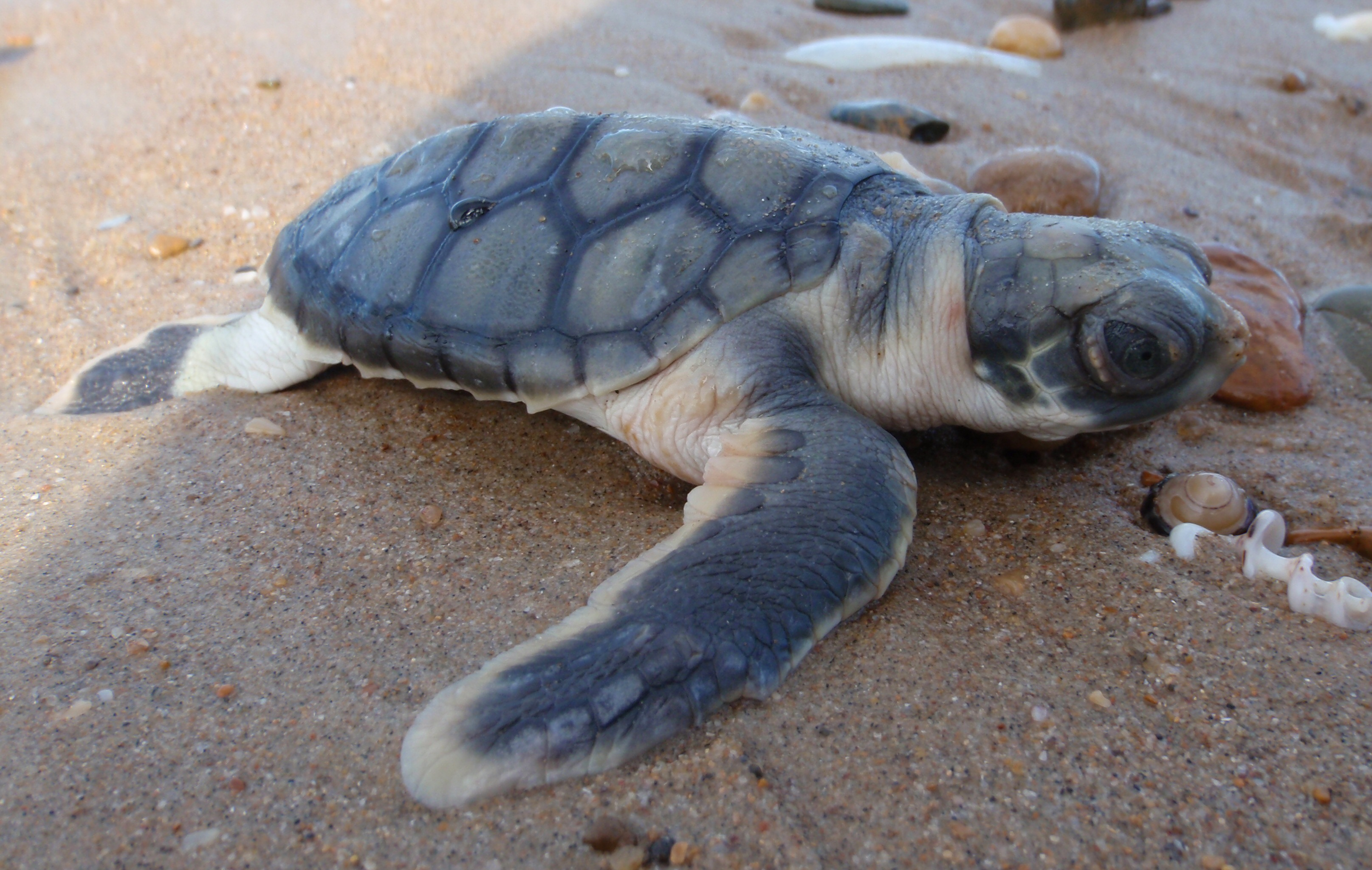
Новонароджене черепаша

Статева зрілість настає у 10 років. Самиця відкладає яйця 4 рази на сезон. За один раз вона відкладає від 50 до 78 досить великих яєць. Інкубаційний період триває від 42 до 55 днів. Коли черепашенята вилуплюються, то вони розміром більше, ніж черепашенята інших видів. Гніздування відбувається лише в Австралії.

## Розповсюдження
Мешкає на континентальному шельф півночі і північного сходу Австралії, біля о.Нова Гвінея, на сході Індонезійських островів.